# Comedy Club Ukraine
«Камеди Клаб Украина» (англ. «Comedy Club Ukraine») — украинская версия шоу «Comedy Club» в жанре «stand-up comedy», выходившая на каналах «Интер», «1+1» и «Новый канал» с 2006 по 2008 год.

## История и сезоны
Первый сезон, состоявший из 22 выпусков, выходил с 9 сентября 2006 года по 10 февраля 2007 года на телеканале «Интер». Запись шоу проходила в киевском комплексе «Арена». Несмотря на высокие рейтинги, контракт между каналом и основателями шоу не был продолжен, и руководители программы начали переговоры с другими национальными телекомпаниями. На «Интере» вместо Comedy Club Ukraine началась трансляция шоу «Бойцовский клуб» производства Студии Квартал-95.
Во втором сезоне было 14 выпусков и он выходил на телеканале 1+1 с 30 марта по 8 июля 2007 года, после чего проект покинул генеральный продюсер Максим Бахматов, Назар Житкевич и Галуст Мазманян, а многие резиденты стали участниками российских проектов Comedy Club Production.
Comedy Club Ukraine возродился 17 марта 2008 года на Новом канале, однако был закрыт по рекомендации Нацсовета Украины. В третьем сезоне было показано 32 выпуска. Последний вышел в эфир 19 декабря 2008 года. Всего было показано 68 выпусков.
Проект Comedy Club UA был окончательно закрыт в марте 2010 года. Вместо него Андрей Молочный объявил о старте нового юмористического проекта — Real Comedy.

## Резиденты
- Александр «Ангел» Педан — ведущий шоу, конферансье.
- Сергей Притула «Тернопольский Серый» — собственный юмористический монолог, миниатюры, представление гостей.
- Дуэт имени Чехова (Антон Лирник и Андрей Молочный) — миниатюры, монологи.
- Дядя Жора (Вадим Мичковский) — монологи, пантомимы, миниатюры
- Дуэт «Штат „Южная Панкота“» (Владимир Журавлёв САбАкА и Вадим Шешич) — монологи
- Громила Эд — миниатюры
- Игорь Куралесов и Алекс Аморалес — музыкальные номера и пародии.
- Дуэт «Добрый Вечер» (Андрей «Бурый» Бурым и Сергей «Лось» Стахов) — короткие миниатюры.
- Сталевар и Галуст (Александр Нетишинский и Галуст Мазманян) — миниатюры
- Дуэт «Сделано руками» (Дмитрий Романов и Евгений Воронецкий) — миниатюры
- Дуэт «Олимпиада 80» (Дмитрий Рупчёв и Богдан Донец)— миниатюры
- Максим Бахматов[укр.] — представление гостей
- Назар Житкевич — пантомимы

Также в программе можно было увидеть выступления резидентов из российского «Комеди Клаб» (Гарик Харламов, Гарик Мартиросян, Тимур Батрутдинов, Вадим Галыгин, Александр Ревва), резидентов украинских регионов (Odessa, Zaporozhie и Dnepr style) и «Смеха без правил» (Константин Пушкин, Денис Косяков).